# Wełykyj Perewiz
Wełykyj Perewiz (ukr. Великий Перевіз) – wieś na Ukrainie, w obwodzie połtawskim, w rejonie mirhorodzkim, w hromadzie Szyszaky. W 2001 liczyła 884 mieszkańców, spośród których 868 wskazało jako ojczysty język ukraiński, a 16 rosyjski.